# ダブルムーン伝説
『ダブルムーン伝説』（ダブルムーンでんせつ）は、『マル勝ファミコン』（後に『マル勝スーパーファミコン』、角川書店）で連載されていた、ORGによる読者参加型ゲーム、およびそれを原作としたロールプレイングゲーム。イラストレーションは草彅琢仁が担当していた。
二つの月が天にある世界を舞台としたファンタジー作品。特撮ヒーロー作品的な要素も取り入れられている。読者参加型ゲームの走りとなった作品であり、このゲームが成功したことで他のゲーム雑誌でも同様の読者参加型ゲームを開始する雑誌が増えることとなった。

しかし、第3部の途中で勃発した角川書店の内紛を機にアクシデントが多発。

これまでの編集スタッフがメディアワークスを設立して編集部を離れてしまい、これに追い打ちをかけるような形で、ORG社長であり本作の作者である大貫昌幸が急逝。

第3部終了をもって企画も終了した。

## 第1部
『マル勝ファミコン』1989年 vol.16 - 1990年 vol.18に連載。掲載誌は月2回刊行であり、その第2週発売号でTRPG誌上シアター（いわゆるリプレイ）を、第4週発売号では読者参加型ゲームをそれぞれ展開。両者が関連しつつ大きな物語を追っていく構成になっていた。
キャラクター設定は以下のとおり。
職業
戦士、司祭、魔術師、盗賊、武術師、聖戦士、魔法戦士の中からひとつを選ぶ。
能力値
筋力、知性、素早さ、精神力の4つ。規定の15ポイントをそれぞれ1 - 9の間で配分する。
星座
運命を司る星座を選ぶ。1月から12月まで順にペガサス、ドルフィン、スフィンクス、フェニックス、バシリスク、クロウ、ウルフ、ドラゴン、ヒドラ、ユニコーン、スコーピオン、イーグルとなる。
作成したキャラクターと毎回出される設問への答え、そして自由な行動やコメントをハガキに書いて送ることでゲームに参加できた。設問は論理的な思考に基づく行動が正解につながるように作られており、またコメント欄で機転の利いた振る舞いができた者は大きく活躍できた。
そのほか、敵役サモイレンコの配下「五凶星」のメンバーも読者公募で決められた。

### 誌上シアターのプレイヤーキャラクター
ロウィーナ
司祭・女。愛と生命の女神フローレに仕えており、かつて同じ寺院に属していながら邪神ダモンに魂を売った魔人サモイレンコを追う。
ミュラー
戦士・男。諸国を旅する勇敢な若者。リーダーを務める。
デニス
魔術師・男。無口でクール。好奇心旺盛だが、慎重な性格なので無茶はしない。最終決戦で死亡。
ラバルト
魔法戦士・男。いいかげんな性格のお調子者。黒い服装が好き。
セフィス
戦士・女。ロウィーナの幼なじみ。最終話で魔法の鎧「ルーン・テクター」の後継者となり、その力でサモイレンコを討ち果たした。

## 第2部
「エピソードII ダーク・ドラゴン」として『マル勝ファミコン』1990年 vol.19より、誌名が変わった『マル勝スーパーファミコン』1992年 vol.2まで連載された。別の企画『デスタワー』とのローテーションによる月1回掲載となり、誌上シアターとゲーム編が同時に収録されるようになった。読者参加型ゲームとしては初めて往復ハガキを採用している。
舞台を北の大陸に移し、セフィスが五凶星の残党を追うところから物語が始まる。ランカスター王国の王女シルヴィアや神霊術師ライたち新キャラクターが活躍する中、悪の魔術師ソロモンによる強大な魔獣ダーク・ドラゴンを蘇らせようとする企みが明らかになる。最後は勇者の子孫だったラバルトが自らを犠牲にしてドラゴンを封じたが、世界の危機はいまだ去らず、サモイレンコが復活したうえに、かつての仲間デニスまでが悪の手先として冥府から舞い戻るという緊迫した展開を見せたまま、いったん終了した。
第1部開始時にはまだ世界の設定も漠然としており、キャラクター設定も詳しくはなかったが、第2部からは戦士はよりヒロイックな闘い方ができるようになり、魔法使いも細かく専門化している。
種族
人間、有角族、妖精族の中からひとつを選ぶ。予告ではほかにも種族が選べるはずだったが、都合により削られた。第5回（1991年 vol.8）から、半妖精が選択肢に加わった。
職業
戦士、司祭、魔術師、盗賊、武術師、吟遊詩人、狩人、治癒術師、神霊術師、呪術師、聖霊術師、聖戦士、魔法戦士、賢者の中からひとつを選ぶ。第9回（1991年 vol.16）から、剣士と騎士が選択肢に加わった。
能力値
筋力、知性、素早さ、知力、知覚力、魔力の6つ。規定の50ポイントをそれぞれ1 - 16の間で配分する。第1部参加者は前キャラクターのレベル分をポイントに加算できた。
装備
武器や魔法を購入する。

## 第3部
1992年 vol.4 - 1993年 vol.10に連載。前述の通り何かと災難に見舞われたシーズンであったが、企画そのものは物語の完結まで続けられ、参加者は毎回約7000人を数えた。
第3部では神々の造り出した鎧「ルーン・テクター」が8つすべて出揃う。プレイヤーの中にはテクターの装着者「テクタス」に選ばれるものもいた。魔人サモイレンコの狙いは、あえて自分の敵にルーン・テクターを渡すことで世界の均衡を光の勢力に傾け、その反作用で出現する闇のテクターを手にすることにあった。目論見が成功したサモイレンコはテクタスたちを脱出不能の迷宮に誘い込み、もろともに自爆した後で自分だけ復活しようとする。しかしダモン神に見限られて力を失ったところにラバルトやデニスたちの猛攻を受け、最後は記憶も意思もなくした状態でロウィーナに連れられて去っていった。
キャラクター設定はおおむね第2部を踏襲しているが、新要素も導入されている。
種族
人間、有角族、妖精族、半妖精からひとつ選ぶ。
職業
基本クラスは戦士、司祭、魔術師、聖戦士、魔法戦士の5種。ゲストクラスは賢者、盗賊、治癒術師、吟遊詩人、狩人、神霊術師、武術師、剣士、騎士の9種。基本クラスに、ゲストクラスから毎回選ばれる3種を加えた中からひとつを選ぶ。また、条件を充たすことで2回までキャラクターの職業を変えることができる。転職してもレベルが下がることはなく、旧職業の装備も使える。さらに初回転職時はレベルと同じ数値だけ能力値が向上する。
能力値
筋力、器用さ、素早さ、知力、知覚力、魔力の6つ。規定の50ポイントをそれぞれ2 - 16の間で配分する。第2部参加者は前キャラクターのレベル分をポイントに加算できた。
装備
武器や魔法を購入する。
お助けキャラず
6人のゲストキャラクターから仲間を選択するが、足手まといや敵のスパイが混じっている可能性もあるので注意が必要。誰も選ばなくても可。
行動ブロック
「何を」「どうする」「どのように」の3つのブロックに割り振られた各12の選択肢の組み合わせでキャラクターの行動指針を決める。

## スタッフ
- 企画・製作 : ORG
- デザイン : 大貫昌幸
- ゲームマスター : 明日川敬・和栗朗
- イラスト : 草彅琢仁、かんなたかし

## コンピュータRPG
1992年10月30日に日本コンピュータシステム（メサイヤ）からファミリーコンピュータ用ソフトとして発売された。ジャンルはロールプレイングゲーム。

### 概要
主人公はゲームオリジナルの人物で、魔人サモイレンコに双子の妹サーシャをさらわれた青年「ユウル」となる。主人公のクラス（職業）は肉弾戦に特化した「戦士」、回復魔法を使える「聖戦士」、攻撃魔法を得意とする「魔法戦士」の3種類から選ぶ。各地を旅して原作の登場人物を仲間に加え、五凶星とサモイレンコを倒すのがゲームの目的である。
戦士以外の攻撃では敵にほとんどダメージを与えられず、逆に防御力の高い敵相手に魔法使いなしで挑むと苦戦するなど、クラスによる役割分担が明確である。仲間キャラクターは数多く登場するのでさまざまなパーティーを組むことができるが、クラス能力のバランスを配慮することが重要である。
また、各クラスにはそれぞれ特殊行動が設定されている。クラスごとに「たたかう」「となえる」「まもる」のどのコマンドで発動するかが決まっており、そのコマンドを選んだ際にランダムで発動する。
独自のシステムとして、戦闘時には敵の弱点を狙うことができる。命中箇所が頭部なら脳震盪を引き起こしたり、手であれば攻撃方法を封じる可能性がある。

### 他機種版
| No. | タイトル         | 発売日         | 対応機種 | 開発元                                     | 発売元             | メディア                       | 型式 | 売上本数 | 備考 |
| --- | ---------------- | -------------- | -------- | ------------------------------------------ | ------------------ | ------------------------------ | ---- | -------- | ---- |
| 1   | ダブルムーン伝説 | 2019年11月12日 | Windows  | アミューズメント 電脳研究所 オーアールジー | D4エンタープライズ | ダウンロード (プロジェクトEGG) | -    | -        |      |

### スタッフ
- プロデューサー(NCS)：土田俊郎
- オリジナル・ゲーム・デザイン (ORG)：大貫昌幸
- メッセージ・デザイン (ORG)：K.Asukawa
- グラフィック・デザイン (ORG)：MIYASUMI
- ディレクター(AMUSEMENT,LTD.) ：E.Kanai
- デザイナー(AMUSEMENT,LTD.) ：T.Sugiyama
- プログラマー (電脳研究所)：T.Hino
- セールス (NCS)：内田正紀、横江靖明、三村淳、片桐京子、松田一宏、肥田泰治
- プロモーション (NCS)：松田明男、米坂典彦、岩本紀彦
- パブリシティー (NCS)：菊池隆
- エグゼクティブ・プロデューサー (NCS)：白倉安昌
- スペシャル・サンクス：角川メディアオフィス、C.Konno（マル勝スーパーファミコン）
- キャラクター・デザイン、イラストレーション：草彅琢仁

### 評価
ゲーム誌『ファミコン通信」の「クロスレビュー」では、6・5・5・5の合計21点（満40点）、『ファミリーコンピュータMagazine』の読者投票による「ゲーム通信簿」での評価は以下の通りとなっており、19.2点（満30点）となっている。
| 項目 | キャラクタ | 音楽 | お買得度 | 操作性 | 熱中度 | オリジナリティ | 総合 |
| 得点 | 3.4        | 3.1  | 3.1      | 3.2    | 3.1    | 3.2            | 19.2 |

## テーブルトークRPG
角川書店から『ダブルムーン伝説RPG』として出版されている。詳細は同項参照。